# Jacksonville Jaguars 2016
La stagione 2016 dei Jacksonville Jaguars è stata la 21ª della franchigia nella National Football League, la quarta con Gus Bradley come capo-allenatore. Il 18 dicembre, dopo record di 2-12, culminato con una sconfitta contro gli Houston Texans nella settimana 15 in cui la squadra sprecò un vantaggio di 20-8, Bradley fu licenziato. Al suo posto fu nominato allenatore ad interim per le ultime due gare della stagione Doug Marrone. Per la nona stagione consecutiva, la squadra mancò l'accesso ai playoff.

## Scelte nel Draft 2016
| Scelte dei Jaguars nel Draft 2016 |        |                  |       |                  |
| Giro                              | Scelta | Giocatore        | Ruolo | College          |
| 1                                 | 5      | Jalen Ramsey     | CB    | Florida State    |
| 2                                 | 36     | Myles Jack       | LB    | UCLA             |
| 3                                 | 69     | Yannick Ngakoue  | DE    | Maryland         |
| 4                                 | 103    | Sheldon Day      | DT    | Notre Dame       |
| 6                                 | 181    | Tyrone Holmes    | LB    | Montana          |
| 6                                 | 201    | Brandon Allen    | QB    | Arkansas         |
| 7                                 | 226    | Jonathan Woodard | DE    | Central Arkansas |

## Staff
| Staff dei Jacksonville Jaguars nel 2016 |
| --- |
| Organi dirigenziali - Chairman/CEO: Shahid Khan - Presidente: Mark Lamping - Vice presidente senior: Dan Edwards, Hussain Naqi e Scott Massey - General manager: David Caldwell Capo allenatore - Gus Bradley Altri allenatori - Assistente del capo allenatore: Tyler Wolf - Sviluppo della forza e della condizione: Tom Myslinski - Assistente della forza: Cedric Scott e Jess Langvardt - Qualità e controllo dell'attacco: Tony Sorrentino Allenatori dell'attacco - Coordinatore offensivo: Greg Olson - Quarterback: Frank Scelfo - Running Back: Terry Richardson - Wide Receiver: Jerry Sullivan - Tight End/Assistente dello Special Team: Ron Middleton - Offensive Line: Doug Marrone - Assistente Offensive Line: Luke Butkus Allenatori della difesa - Coordinatore difensivo: Bob Babich - Assistente della difesa: Brandon Blaney - Defensive Line: Todd Wash - Linebacker: Mark Duffner - Defensive Back: Dewayne Walker - Assistente Defensive Back: Mike Rutenberg Allenatori dello special team - Coordinatore dello Special Team: Mike Mallory - Assistente dello Special Team: Matthew Smiley |

## Roster
| Roster dei Jacksonville Jaguars nel 2016 |
| --- |
| Quarterback - 9 Brandon Allen - 5 Blake Bortles - 7 Chad Henne Running Back - 30 Corey Grant - 33 Chris Ivory - 16 Denard Robinson - 24 T.J. Yeldon Wide Receiver - 17 Arrelious Benn - 13 Rashad Greene PR - 88 Allen Hurns - 11 Marqise Lee - 15 Allen Robinson - 81 Bryan Walters Tight End - 83 Ben Koyack - 89 Marcedes Lewis - 87 Neal Sterling - 80 Julius Thomas Offensive Linemen - 68 Kelvin Beachum T - 60 A.J. Cann G - 76 Luke Joeckel T - 65 Brandon Linder G - 77 Patrick Omameh G - 78 Jermey Parnell T - 64 Chris Reed G - 69 Tyler Shatley G Defensive Linemen - 93 Tyson Alualu DT - 92 Sheldon Day DT - 56 Dante Fowler DE - 90 Malik Jackson DT - 95 Abry Jones DT - 99 Sen'Derrick Marks DT - 97 Roy Miller DT - 91 Yannick Ngakoue DE - 75 Jared Odrick DE - 98 Chris Smith DE Linebacker - 59 Arthur Brown MLB - 44 Myles Jack MLB - 51 Paul Posluszny MLB - 52 Hayes Pullard MLB - 55 Dan Skuta OLB - 50 Telvin Smith OLB Defensive Back - 21 Prince Amukamara CB - 37 John Cyprien SS - 39 Tashaun Gipson FS - 27 Dwayne Gratz CB - 31 Davon House CB - 36 Josh Johnson CB - 20 Jalen Ramsey CB - 25 Peyton Thompson FS - 47 Jarrod Wilson S Special Team - 2 Jason Myers K - 3 Brad Nortman P - 46 Carson Tinker LS Lista delle riserve - 96 Michael Bennett DT (IR) - 14 Justin Blackmon WR (Sospeso) - 70 Luke Bowanko C (PUP) - 22 Aaron Colvin CB (Sospeso) - 84 Shaq Evans WR (IR) - 26 Marqueston Huff S (Sospeso) - 62 Jeff Linkenbach G (IR) - 23 James Sample FS (IR) - 72 Josh Wells T (IR) - 66 Jonathan Woodard DE (PUP) Squadra di allenamento - 94 Richard Ash DT - 48 Alex EllisTE - 34 Bronson Hill RB - 67 Rashod Hill T - 18 Rashad Lawrence WR - 41 Nick Marshall CB - 53 Sean Porter LB - 73 Jeremiah Poutasi T - 19 Jamal Robinson WR - 14 Shane Wynn WR 53 attivi, 6 inattivi, 10 nella squadra di allenamento, 0 free agent |
| Legenda - I rookie sono in corsivo. - Il primo ruolo è il principale mentre gli eventuali successivi indicano i ruoli secondari. - (IR) sta per Injured Reserve ed indica la lista ristretta per un solo giocatore infortunato che può tornare ad allenarsi dopo la settimana 6 e a rientrare in prima squadra dopo che questa ha giocato 8 partite. - (NF-Inj.) / (NF-Ill.) stanno rispettivamente per Non-Football Injured e Non-Football Illness ed indicano le liste dove viene inserito un giocatore che ha un infortunio o una malattia non dipendente dal football americano. - (PUP) sta per Physically Unable to Perform ed indica la lista dove viene inserito un giocatore mentre è in attesa di recuperare la condizione fisica. Nella stagione regolare dopo la sesta partita giocata dalla propria squadra, il giocatore ha tempo tre settimane per riprendere ad allenarsi, più tre settimane aggiuntive dal suo rientro agli allenamenti per rientrare in prima squadra. |

## Calendario
| Stagione regolare |                    |                       |                    |                    |                          |                    |
| Turno             | Data               | Avversario            | Risultato          | Record             | Stadio                   | NFL.com recap      |
| 1                 | 11/9               | Green Bay Packers     | S 23–27            | 0–1                | EverBank Field           | Recap              |
| 2                 | 18/9               | at San Diego Chargers | S 14–38            | 0–2                | Qualcomm Stadium         | Recap              |
| 3                 | 25/9               | Baltimore Ravens      | S 17–19            | 0–3                | EverBank Field           | Recap              |
| 4                 | 2/10               | Indianapolis Colts    | V 30–27            | 1–3                | Wembley Stadium (Londra) | Recap              |
| 5                 | Settimana di pausa | Settimana di pausa    | Settimana di pausa | Settimana di pausa | Settimana di pausa       | Settimana di pausa |
| 6                 | 16/10              | at Chicago Bears      | V 17–16            | 2–3                | Soldier Field            | Recap              |
| 7                 | 23/10              | Oakland Raiders       | S 16–33            | 2–4                | EverBank Field           | Recap              |
| 8                 | 27/10              | at Tennessee Titans   | S 22–36            | 2–5                | Nissan Stadium           | Recap              |
| 9                 | 6/11               | at Kansas City Chiefs | S 14–19            | 2–6                | Arrowhead Stadium        | Recap              |
| 10                | 13/11              | Houston Texans        | S 21–24            | 2–7                | EverBank Field           | Recap              |
| 11                | 20/11              | at Detroit Lions      | S 19–26            | 2–8                | Ford Field               | Recap              |
| 12                | 27/11              | at Buffalo Bills      | S 21–28            | 2–9                | New Era Field            | Recap              |
| 13                | 4/12               | Denver Broncos        | S 10–20            | 2–10               | EverBank Field           | Recap              |
| 14                | 11/12              | Minnesota Vikings     | S 16–25            | 2–11               | EverBank Field           | Recap              |
| 15                | 18/12              | at Houston Texans     | S 20–21            | 2–12               | NRG Stadium              | Recap              |
| 16                | 24/12              | Tennessee Titans      | V 38–17            | 3–12               | EverBank Field           | Recap              |
| 17                | 1/1                | at Indianapolis Colts | S 20–24            | 3–13               | Lucas Oil Stadium        | Recap              |

Note: Gli avversari della propria division sono in grassetto.

## Classifiche

### American Football Conference
| Pos                 | Squadra              | Division           | V                  | S                  | P                  | %                  | Div                | Conf               | SOS                | SOV                | Striscia           |
| Leader di division  | Leader di division   | Leader di division | Leader di division | Leader di division | Leader di division | Leader di division | Leader di division | Leader di division | Leader di division | Leader di division | Leader di division |
| ------------------- | -------------------- | ------------------ | ------------------ | ------------------ | ------------------ | ------------------ | ------------------ | ------------------ | ------------------ | ------------------ | ------------------ |
| 1.                  | New England Patriots | East               | 14                 | 2                  | 0                  | .875               | 5-1                | 11-1               | .439               | .424               | 7 V                |
| 2.                  | Kansas City Chiefs   | West               | 12                 | 4                  | 0                  | .750               | 6-0                | 9-3                | .508               | .479               | 2 V                |
| 3.                  | Pittsburgh Steelers  | North              | 11                 | 5                  | 0                  | .688               | 5-1                | 9-3                | .494               | .423               | 7 V                |
| 4.                  | Houston Texans       | South              | 9                  | 7                  | 0                  | .563               | 5-1                | 7-5                | .502               | .427               | 1 S                |
| Wild card           |                      |                    |                    |                    |                    |                    |                    |                    |                    |                    |                    |
| 5.                  | Oakland Raiders      | West               | 12                 | 4                  | 0                  | .750               | 3-3                | 9-3                | .504               | .443               | 1 S                |
| 6.                  | Miami Dolphins       | East               | 10                 | 6                  | 0                  | .625               | 4-2                | 7-5                | .455               | .341               | 1 S                |
| Escluse dai playoff |                      |                    |                    |                    |                    |                    |                    |                    |                    |                    |                    |
| 7.                  | Tennessee Titans     | South              | 9                  | 7                  | 0                  | .563               | 2-4                | 6-6                | .465               | .458               | 1 V                |
| 8.                  | Denver Broncos       | West               | 9                  | 7                  | 0                  | .563               | 2-4                | 6-6                | .549               | .455               | 1 V                |
| 9.                  | Baltimore Ravens     | North              | 8                  | 8                  | 0                  | .500               | 4.2                | 7-5                | .498               | .363               | 2 S                |
| 10.                 | Indianapolis Colts   | South              | 8                  | 8                  | 0                  | .500               | 3-3                | 5-7                | .492               | .406               | 1 V                |
| 11.                 | Buffalo Bills        | East               | 7                  | 9                  | 0                  | .438               | 1-5                | 4-8                | .482               | .339               | 2 S                |
| 12.                 | Cincinnati Bengals   | North              | 6                  | 9                  | 1                  | .406               | 3-3                | 5-7                | .521               | .333               | 1 V                |
| 13.                 | New York Jets        | East               | 5                  | 11                 | 0                  | .313               | 2-4                | 4-8                | .518               | .313               | 1 V                |
| 14.                 | San Diego Chargers   | West               | 5                  | 11                 | 0                  | .313               | 1-5                | 4-8                | .543               | .513               | 5 S                |
| 15.                 | Jacksonville Jaguars | South              | 3                  | 13                 | 0                  | .188               | 2-4                | 2-10               | .527               | .417               | 1 S                |
| 16.                 | Cleveland Browns     | North              | 1                  | 15                 | 0                  | .063               | 0-6                | 1-11               | .549               | .313               | 1 S                |

Note
- Sotto la colonna SOV è indicata la percentuale della Strenght of Victory, statistica che riporta la percentuale di vittoria delle squadre battute da una particolare squadra (il valore assume rilievo come discriminante ai fini della classifica in caso di un record stagionale identico fra due squadre).
- Sotto la colonna SOS è indicata la percentuale della Strenght of Schedule, valore determinato da una formula che calcola la percentuale di vittoria di tutte le squadre che una singola squadra deve affrontare durante la stagione (il valore, insieme alla SOV, assume rilievo come discriminante ai fini della classifica in caso di un record stagionale identico fra due squadre).

- Sotto la colonna Div è indicato il bilancio vittorie-sconfitte (record) contro le squadre appartenenti alla stessa division di appartenenza (AFC West).
- Sotto la colonna Conf viene indicato il record contro le squadre appartenenti alla stessa conference di appartenenza (AFC).